# Variable Geo
Variable Geo (ヴァリアブル・ジオ), también conocido como V.G., es un juego de lucha V.S. en 2D creado por Giga y Technical Group Laboratory (TGL) para el PC-9800 de NEC en 1993. Es un juego de lucha aparentemente convencional con tan sólo 6 personajes seleccionables, pero con una peculiaridad: todos los luchadores son chicas. Al vencer a un personaje, conseguimos visualizar imágenes hentai del mismo, hecho que caracteriza este juego diferenciándolo del resto. La protagonista del juego es la bella camarera Yuka Takeuchi, personaje realmente famoso en Japón que incluso ha sido parodiado en juegos hentai tales como la saga Viper.
La saga Variable Geo ha sido muy prólifica y han aparecido varias secuelas de este juego para consolas como Super Nintendo, PlayStation, Sega Saturn, PC Engine y ordenadores personales. Incluso ha sido creada una serie de 3 OVA y gran cantidad de merchandising (tarjetas, libros de ilustraciones y un lárgo etcétera) La saga llegó a su cúspide con el espléndido Advanced Variable Geo 2 para PlayStation y luego sufrió un declive del cual aún no ha salido, puesto que Giga ha sido incapaz de revitalizar la saga con las entregas V.G. Rebirth, V.G. Neo y su versión anime. Según los fanes, el cambio de diseñador de personajes fue la clave de la decadencia de V.G., ya que, efectivamente, los diseños de Takahiko Kimura (toda una celebridad dentro de la escena hentai) eran realmente excepcionales.

## Juegos
- V.G.: Variable Geo (PC9800, Giga, 9 de julio de 1993)

La primera entrega carece de argumento alguno y nos muestra a 6 camareras elegibles. Al ser vencidas se nos obsequiará con secuencias hentai dónde el personaje en cuestión sufrirá todo tipo de humillaciones sexuales, incluso en público. 
Jugablemente es extremadamente simple y poco preciso, con pocos frames de animación por personaje. Cada luchadora posee de dos a tres movimientos especiales que salen con bastante facilidad. Reimi Jahana es el enemigo final del juego excepto si lo controlas, ya que en ese caso nos enfrentaremos a la protagonista, Yuka Takeuchi.
- Advanced V.G. (Turbo CD, TGL, 22 de julio de 1994)

Versión mejorada del primer V.G., con varios personajes nuevos y, por fin, un argumento. Los gráficos y especialmente la música (espectacular puesto que está en formato CD) fueron notablemente mejorados. El precio a pagar es la eliminación de las escenas hentai que tanto gustaron en la entrega original. El juego fue nuevamente mejorado en la versión PlayStation y Sega Saturn, cuya versión retoma el "graphic mode" que permite ver las escenas hentai. También fue adaptado a Super Nintendo y bautizado Super V.G..
- V.G. II: Bout of Cabalistic Goddess (PC9800, Giga, 25 de noviembre de 1994)

Mención especial merece la primera secuela real de la serie, la más polémica y buscada de todas. Kotoe Kashima, la rival de Reimi en la infancia, crea su propio torneo V.G. para demostrar que ella es la mejor y más bella combatiente, retando a todas las luchadoras de la entrega anterior.
Como juego de lucha está sensiblemente mejorado respecto a la primera entrega de PC-9800, con nuevos sprites y movimientos especiales, así como nuevos desperate attacks, pero su principal novedad radica en la potenciación de su vertiente hentai. Se incluyen muchas más escenas hentai, de mucha más calidad y también, dicho sea de paso, mucho más contundentes y también con toques sadomasoquistas. Para aumentar su estatus de juego de culto, TGL declaró esta entrega fuera de la saga oficial (seguramente debido a la gran cantidad de contenido erótico).
- Super V.G. (Super Famicom, TGL, 21 de julio de 1995)

- Advanced V.G. (Sega Saturn, TGL, 27 de marzo de 1995)

- Advanced V.G. (PlayStation, TGL, 19 de marzo de 1996)

- Advanced V.G. 2 (PlayStation, TGL, 23 de septiembre de 1998)

La secuela de "Advanced Variable Geo" nos presenta una nueva protagonista, de nombre Tamao Mitsurugi y fan enfermiza de Yuka. En el modo historia controlaremos a Tamao y nos iremos enfrentando al plantel de luchadoras en busca de Yuka. Nuevos personajes y jefes finales fueron incluidos en el juego, así como un mejorado sistema de lucha heredero de The King of Fighters en aspectos como el salto largo, la esquiva o los super desperate attacks, así como un sistema de combos similar. Todo esto sumado a excelentes secuencias de anime como introducción y final hacen de Advanced V.G. 2 el mejor y más completo juego de la saga. 
Opening: Endless life by Masami Okui.
- Variable Geo Custom (PC, No oficial, 19 de febrero de 1999)

- Variable Geo Max (PC, Giga, 10 de septiembre de 1999)

- V.G. Rebirth (PC, Giga, 28 de septiembre de 2001)

- V.G. Rebirth Dash (PC, Giga, 23 de marzo de 2002)

## Anime
También existe una serie de 3 OVAs producida por KSS y publicada entre 1996 y 1997. En 2003 fue reeditada en DVD con motivo del décimo aniversario de la serie. Estos OVAs adaptan de manera libre el argumento de Advanced V.G. En 2004 apareció una nueva serie de OVAs basada esta vez en V.G. Neo.

## Enlaces
- TGL's Official Page (en japonés)
- Giga's Official Page Archivado el 5 de abril de 2007 en Wayback Machine. (en japonés)
- V.G. II info in Fighters Front Line (en japonés)
- VG NEO's Official Page in Giga (en japonés)
- V.G. C.D.A. (en japonés)
- Success's Advanced V.G. 2 Superlite 1500 Series-Official Page (en japonés)

- Datos: Q3549559